# Jochen Rausch

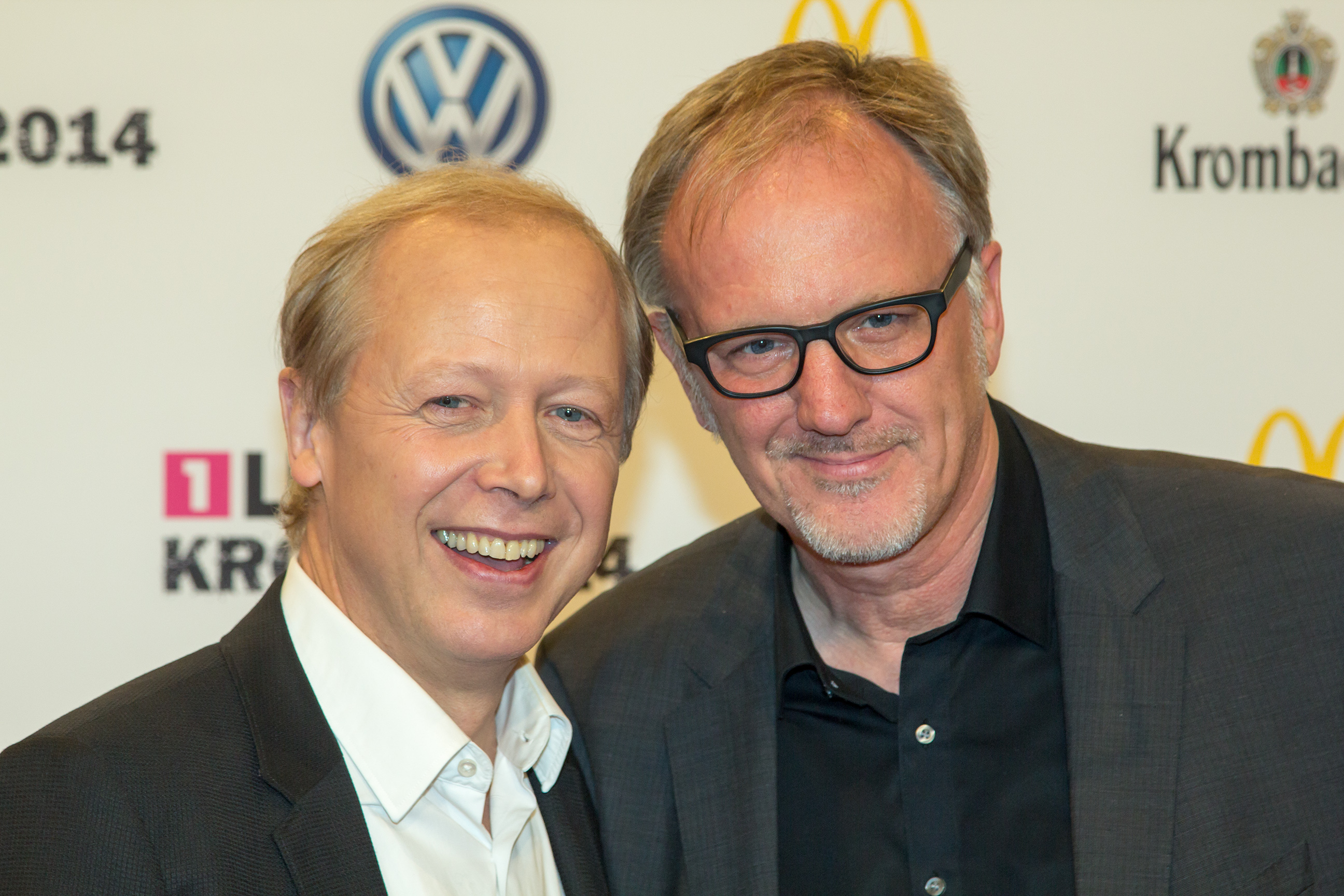
Jochen Rausch (rechts) mit Tom Buhrow (2014)

Jochen Rausch (* 7. April 1956 in Wuppertal) ist ein deutscher Musiker, Journalist und Schriftsteller.
Rausch begann mit 18 Jahren für die Neue Ruhr Zeitung zu schreiben. Er war u. a. Gerichtsreporter und arbeitete für das Feuilleton. Rausch studierte Volks- und Betriebswirtschaft an der Bergischen Universität Wuppertal. Seit den 1980er Jahren war Rausch als Reporter und Redakteur für Hörfunk- und Fernsehsendungen des Westdeutschen Rundfunk und der ARD tätig. 1992 wurde Rausch persönlicher Referent des Fernsehchefredakteurs und Hörfunkdirektors Fritz Pleitgen. 1995 wurde Rausch Musikchef des jungen WDR-Radios 1LIVE, 2000 wurde er Programmchef des Programms 1 Live. Seit 2015 war Rausch Leiter des Bereiches Breitenprogramme, in dem die Wellen 1Live, WDR 2 und WDR 4 zusammengefasst waren. Er war außerdem stellvertretender Hörfunkdirektor des WDR. 2015 wurde Rausch der Grimmepreis für das innovative Fernsehprojekt Mr. Dicks verliehen. Ende Februar 2022 ging Rausch in den Ruhestand; Schiwa Schlei trat zum 1. Januar 2022 die Nachfolge als Wellenchefin bei 1 Live an. Neuer Programmchef von WDR 2 und WDR 4 wurde zum 1. März 2022 Jürgen Kraus.

## Arbeit als Musiker
Nachdem er Ende der 1970er Gründer, Sänger und Keyboarder der Band Die Helden war, gründete er mit seinem Jugendfreund Detlev Cremer die Band Stahlnetz und veröffentlichte 1982 das  von Conny Plank produzierte Album „Wir sind glücklich“ bei Ariola. Später bildete er mit Cremer das Nebenprojekt LEBENdIGITAL und produzierte u. a. mit Udo Lindenberg das Album Lindenbergtracks bei Randomhouse Audio.
2010 war Rausch Mitglied der deutschen Jury des Eurovision Song Contest. 2020 erschien bei Warner Music das zweite Stahlnetz-Album Music for Smartphones mit 50 Tracks à 1 Minute.

## Arbeit als Schriftsteller
Seit 2008 veröffentlicht Jochen Rausch als Schriftsteller Romane und Kurzgeschichten. Der Roman Restlicht erschien 2008 bei Kiepenheuer und Witsch. Zwei Jahre später folgte die Kurzgeschichtensammlung Trieb. 2013 brachte der Berlin Verlag seinen Roman Krieg heraus, den Kritik und Publikum stark beachteten (auch als Hörbuch mit Ulrich Noethen). Der Roman wurde von Rick Ostermann unter dem Titel Fremder Feind für die ARD verfilmt. Der Film mit dem Schauspieler Ulrich Matthes in der Hauptrolle feierte im September 2017 im Rahmen der Filmfestspiele in Venedig Premiere und wurde 2018 auf dem 30. Fernsehfilmfestival Baden-Baden als Bester Fernsehfilm des Jahres ausgezeichnet. Rausch veröffentlichte zudem die Kurzgeschichtenbände Rache und Im Taxi sowie 2023 den Roman Im toten Winkel (Piper).

## Werke (Auswahl)
- Trieb / 13 Storys. Berlin Verlag, Berlin 2011, ISBN 978-3-82701-025-4.
- Krieg. Roman. Berlin Verlag, Berlin 2013, ISBN 978-3-82701-169-5.
- Rache. Elf Erzählungen. Berlin Verlag, Berlin 2015, ISBN 978-3-82701-265-4.
- Im Taxi. Eine Deutschlandreise. Berlin Verlag, Berlin 2017, ISBN 978-3-83331-081-2.